# International Boxing Association
L'International Boxing Association (IBA) è una federazione mondiale di pugilato, fondata negli anni novanta da Dean Chance, un ex giocatore di baseball.
Il titolo mondiale IBA non è riconosciuto in tutti paesi del mondo.

## Storia
La IBA è stata una delle prime federazioni a organizzare e promuovere incontri mondiali femminili, all'inizio del XXI secolo.